# Pakistan ai XXII Giochi olimpici invernali
Il Pakistan ha partecipato ai XXII Giochi olimpici invernali, che si sono svolti dal 7 al 23 febbraio a Soči in Russia, con una delegazione composta da un atleta.

## Sci alpino
| Gara                    | Atleta         | Manche 1 | Manche 1  | Manche 2 | Manche 2  | Totale  | Totale    |
| Gara                    | Atleta         | Tempo    | Posizione | Tempo    | Posizione | Tempo   | Posizione |
| ----------------------- | -------------- | -------- | --------- | -------- | --------- | ------- | --------- |
| Slalom gigante maschile | Muhammad Karim | 1'43"44  | 77        | 1'43"97  | 71        | 3'27"41 | 71        |